# Eucithara alacris
Eucithara alacris é uma espécie de gastrópode do gênero Eucithara, pertencente à família Mangeliidae.